# Corullón
Corullón és un municipi de la província de Lleó, a la comunitat autònoma de Castella i Lleó. És un dels municipis d'El Bierzo en els quals es parla gallec.

## Localitats
- Cadafresnas
- Corullón
- Dragonte
- Hornija
- Horta
- Melezna y los Mazos
- Viariz
- Villagroy

## Demografia
| 1991 | 1996 | 2001 | 2004 |
| ---- | ---- | ---- | ---- |
| 1530 | 1302 | 1175 | 1151 |